# Бельман, Карл Микаэль
Карл Микаэль Бельман (швед. Carl Michael Bellman; 4 февраля 1740 — 11 февраля 1795) — шведский поэт и музыкант-любитель.

## Биография
Родился 4 февраля 1740 года в Стокгольме в семье служащего Королевской Канцелярии Юхана Арндта Бельмана и Катарины Хермонии.
В 16 лет он, проявив немалый поэтический талант, перевёл на шведский язык «Евангелические думы о смерти» Давида фон Швайдница. В течение последующих лет он написал несколько песен, которые, будучи во многом оригинальными, всё же отмечены влиянием Улофа Далина.
В 1757 году Бельман поступил на службу в Банк государственных сословий, однако в 1764 году оставил службу. В 1765 году он вновь устроился в Генеральную дирекцию таможен, где к 1770 году дослужился до чина штатного канцеляриста, но в 1771 году дирекция была упразднена. В это время он пишет сатирические стихи, которые затем были им анонимно опубликованы в виде сборника «Bacchanaliska qväden».
За один из его стихов, напечатанный в газетах «Hvad nytt?» и «Dagligt Allehanda», стокгольмская городская консистория привлекла его к суду, расценив оный как выпад против духовенства. Однако всё ограничилось сделанным ему замечанием.
В 1775 году Бельман был назначен секретарём номерной лотереи с годовым жалованием 3000 далеров медью, а также получил титул гоф-секретаря.
Большая часть стихотворений Бельмана состоит из импровизаций. На веселых пирах, в кругу своих близких друзей он брал цитру и нередко пел в продолжение целой ночи, пока не впадал в изнеможение. Слова рождались у него вместе со звуками. Мелодии песен большей частью он заимствовал из различных источников (по принципу контрафактуры), используя арии из популярных комических опер, сборники старинных песен, реже — мелодии известных композиторов (например, Й. Гайдна и Г. Ф. Генделя). Около четверти использованных Бельманом мелодий до сих пор не идентифицировано. Некоторые песенные мелодии, возможно, он сочинял сам.
Бельман работал преимущественно в жанре застольной песни, опираясь на сюжеты и образы современной ему стокгольмской жизни. Лучшие стихотворения Б. напечатаны в изданных им самим сборниках «Bacchanaliska ordenskapitlets handlingar» (1783), «Fredmans epistlar» (1790) и «Fredmans sånger» (1791).
В 1809 году в стокгольмском зоологическом саду поэту был воздвигнут памятник, и впоследствии день годовщины его открытия сделался для жителей шведской столицы народным праздником.

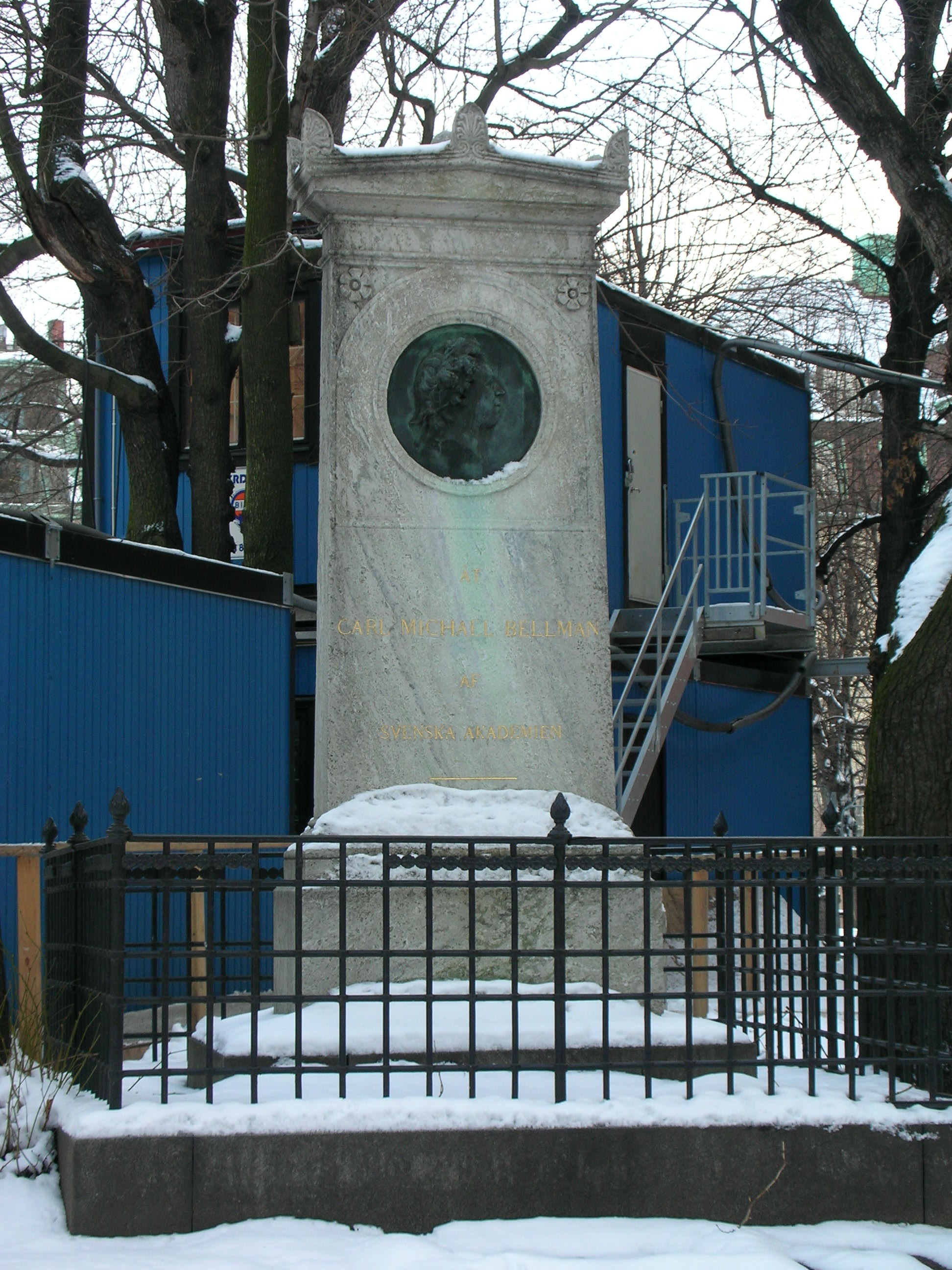
Надгробный памятник Бельмана. Церковь Святой Клары, Стокгольм

В 2005 году о семейной жизни Карла Микаэля и его супруги был снят художественный фильм.

## Произведения
- Tankar om Flickors ostadighet (1758)
- Månan (1760)
- Bacchi Tempel (1783)
- Zions högtid (1787)
- Послания Фредмана (Fredmans epistlar; 1790)
- Песни Фредмана (Fredmans sånger; 1791)